# Alexa Brabec
Alexa Brabec (Steamboat Springs, 8 ottobre 2004) è una combinatista nordica statunitense.

## Biografia
Attiva dall'agosto del 2018, la Brabec ha esordito in Coppa del Mondo il 18 dicembre 2018 a Ramsau am Dachstein in un'individuale Gundersen (29ª) e ai Campionati mondiali a Oberstdorf 2021, dove si è classificata 26ª nel trampolino normale; ai Mondiali di Planica 2023 si è piazzata 28ª nel trampolino normale e 7ª nella gara a squadre mista e l'anno dopo ai Mondiali juniores di Planica 2024 ha vinto la medaglia d'argento nel trampolino normale e nella gara a squadre. Ai Mondiali di Trondheim 2025 è stata 11ª nel trampolino normale, 4ª nella partenza in linea e 9ª nella gara a squadre mista; prende parte anche a gare di salto con gli sci.

## Palmarès

### Mondiali juniores
- 2 medaglie:
  - 2 argenti (trampolino normale, gara a squadre a Planica 2024)

### Coppa del Mondo
- Miglior piazzamento in classifica generale: 21ª nel 2024